# هوم‌کیت
هوم‌کیت (انگلیسی: HomeKit) یک چارچوب نرم‌افزاری برای اپل است که به کاربران اجازه می‌دهد از آن برای مدیریت آیفون یا دیگر تجهیزات اپل استفاده کنند.